# Göran Leopold
Carl Göran Leopold, född 1 april 1890 i Helsingfors, död 18 november 1940 i Kittilä, var en finländsk ämbetsman. 
Leopold blev vicehäradshövding 1915, var äldre justitierådman i Helsingfors 1927–1938 och häradshövding i Lappmarkens domsaga från sistnämnda år. Han uppfattades allmänt ha varit den som avgjorde presidentvalet 1937 till Kyösti Kallios förmån genom att i första omgången rösta på Pehr Evind Svinhufvud, trots att han tidigare uttalat sin beredskap att frångå denne. Det sistnämnda skilde honom från de övriga inom den så kallade bergsrådsfalangen. Leopold förhindrade därigenom att Kaarlo Juho Ståhlberg (som vid denna omröstning understöddes av 150 elektorer) blev vald. Han innehade ledande förtroendeposter inom rörelsen Arbetets vänner.